# Caschara
Caschara är ett släkte av fjärilar. Caschara ingår i familjen tandspinnare.
Kladogram enligt Catalogue of Life:
| Caschara | \| \| Caschara dierli \| \| \| \| \| \| Caschara punctifera \| \| \| \| |
|          | \| \| Caschara dierli \| \| \| \| \| \| Caschara punctifera \| \| \| \| |
|          | Caschara dierli                                                         |
|          |                                                                         |
|          | Caschara punctifera                                                     |
|          |                                                                         |